# Auguste Duméril
Auguste Henri André Duméril (Parigi, 30 novembre 1812 – Parigi, 12 novembre 1870) è stato uno zoologo francese.
Figlio di André Marie Constant Duméril, anch'egli zoologo, nel 1857 diviene professore di Erpetologia e Ittiologia al Muséum National d'Histoire Naturelle di Parigi.  Nel 1869 viene nominato membro della Académie des sciences.

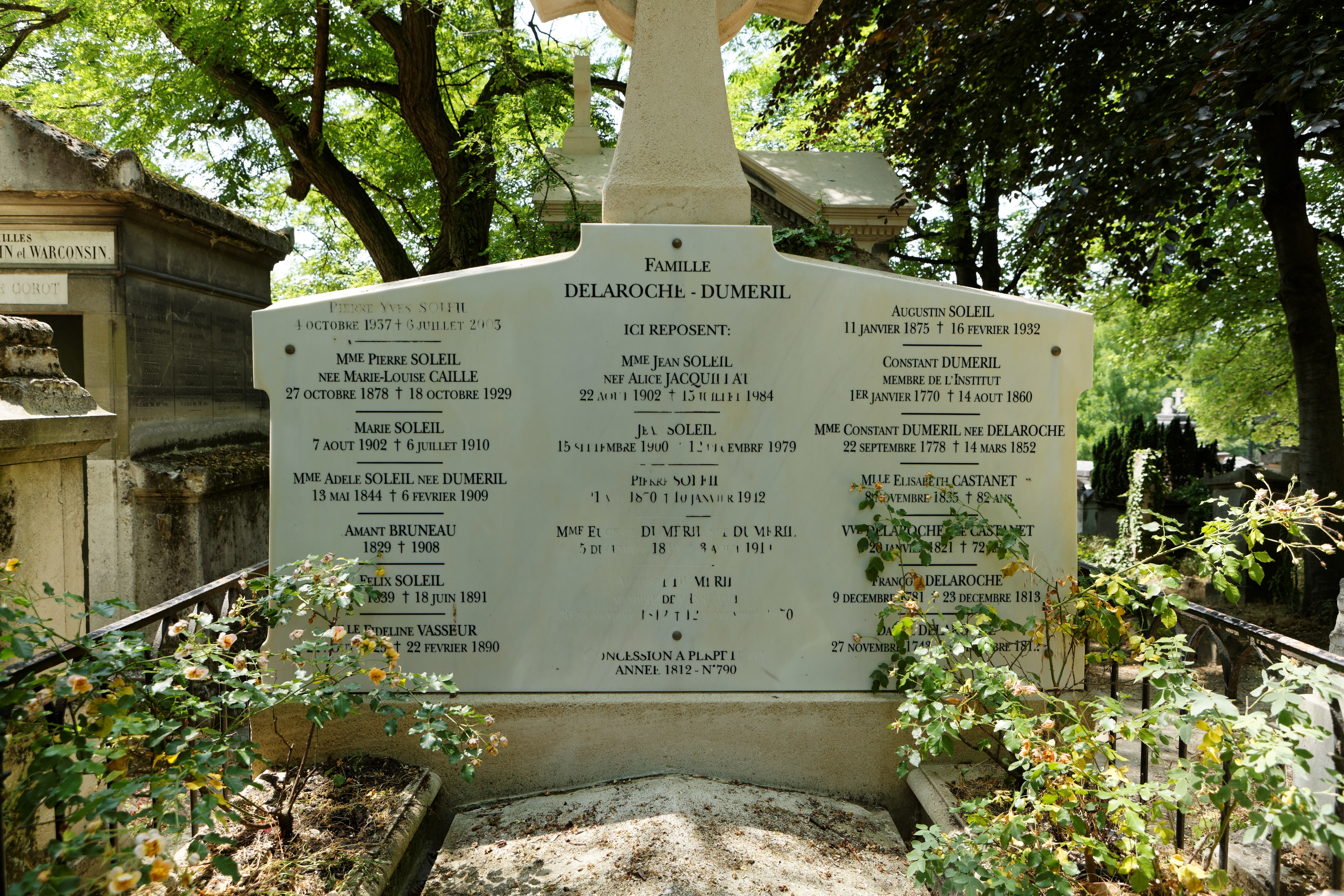
La sua tomba nel cimitero di Père-Lachaise